# Checker

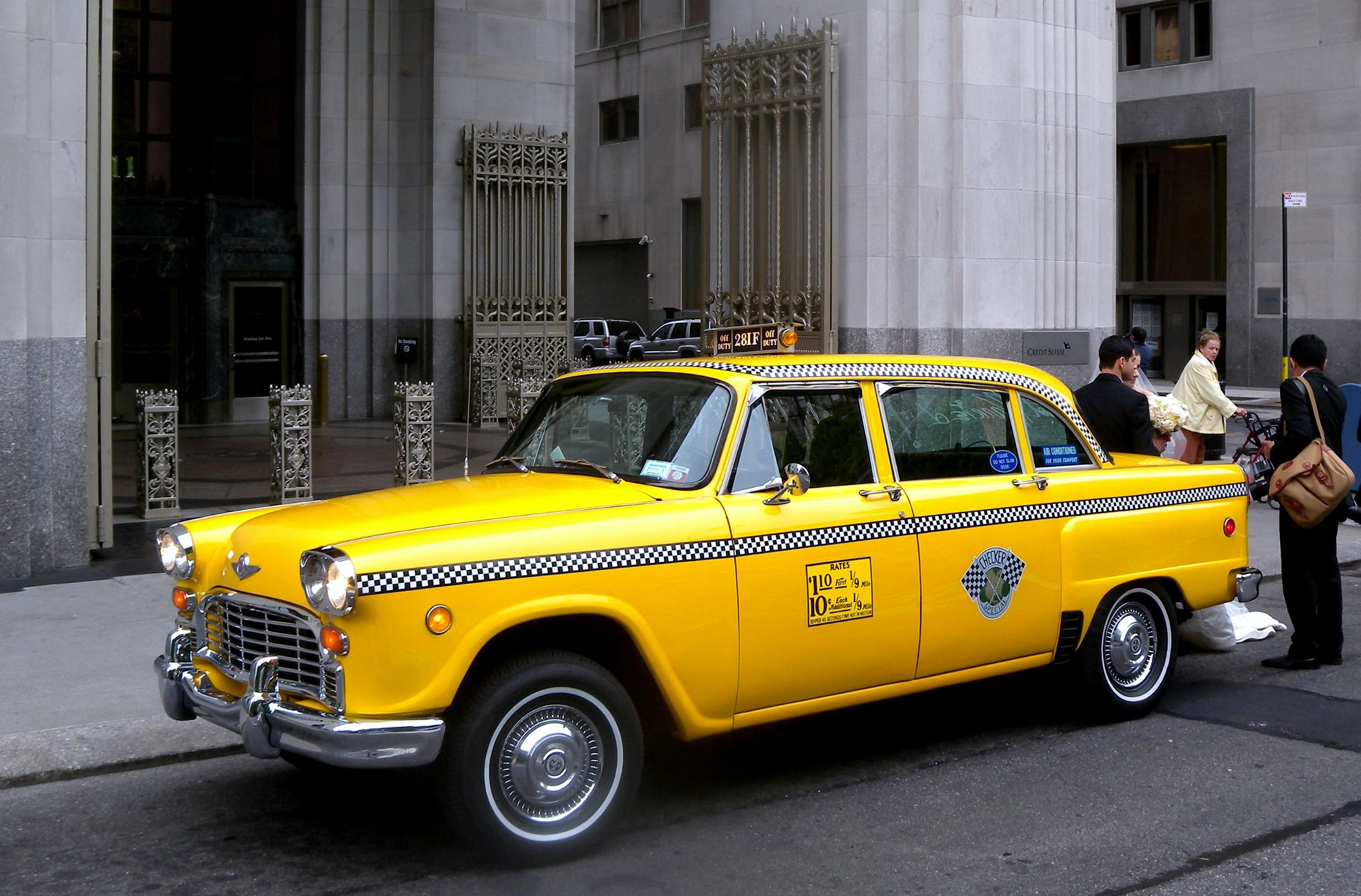
Checker Marathon in New York (2011).

Checker Motors Corporation is een Amerikaanse autoconstructeur die vooral bekend is vanwege de Checker Marathon. Het bedrijf ontwierp het typische koetswerk in 1956 en bleef het gebruiken tot 1982. De meeste auto's werden verkocht als taxi. In een aantal Amerikaanse steden werkt het bedrijf onder de naam Checker Cabs. Checker is gestopt met het produceren van auto's onder de eigen merknaam maar produceert nog koetswerkcomponenten voor andere autoconstructeurs.

## Geschiedenis
De Checker Motors Corporation werd opgericht in 1922 in Kalamazoo (Michigan, VS) door Morris Markin, een immigrant uit Rusland. In 1921 kocht hij een koetswerkfabriek, de failliete Hadley-Knight fabriek voor chassis, en de Dart-koetswerkfabriek. Hij voegde de 3 bedrijven samen tot de Checker Cab Manufacturing Company die later de Checker Motors Corporation werd.
De eerste Checker Taxicab rolde in juni 1923 van de band.

## Modellen
Checker Motors is het best bekend om zijn gele taxi's met zwart-wit dambordpatroon op de flanken. In het bijzonder de A-12 Marathon uit 1962. Checker taxi's stonden bekend om hun ruime interieur met uitzonderlijk veel beenruimte achterin, ruime zachte zetels en extra brede portieren. Er waren zelfs klapstoeltjes voorzien aan de rugleuning van de voorzetels. Het model werd de standaard voor taxi's in de Verenigde Staten en Checker Motors had exclusieve contracten met verschillende steden voor de levering van taxi's.
Hetzelfde model werd gebouwd als sedan, luxe sedan en wagon (stationwagen) en tevens verkocht aan particulieren. Het bedrijf had daarvoor een toonzaal bij de fabriek in Kalamazoo.
Naast taxi's produceerde Checker Motors ook verschillende andere modellen waaronder de Checker Aerobus, de Checker Landau en ambulances. De Aerobus is een limousine die vaak door luchthavens werd gebruikt.
Tijdens de Tweede Wereldoorlog produceerde de fabriek onderdelen voor andere constructeurs. Daarbij waren aanhangwagens voor Sears Roebuck, vrachtwagencabines voor Ford Motor Company en Jeeps voor het leger.

## Laatste taxi
Aan het ontwerp van de Checker Marathon werd gedurende de jaren maar weinig gesleuteld. Hij was sterk, duurzaam en betrouwbaar en had een krachtige motor waarmee hij gemakkelijk in het verkeer kon invoegen.
Toen begin jaren 70 de oliecrisis begon, groeide de vraag naar kleine zuinige auto's. Een Checker taxi verbruikte zo'n 23 l per 100 km, wat te veel werd voor veel taxibedrijven. Ondanks de vraag om zuinigere taxi's paste Checker Motors zich niet aan. De verkoop nam af en op 12 juli 1982 werd de laatste taxi geproduceerd.

## Na 1982
Na 1982 werd Checker Motors een onderaannemer van de auto-industrie. Er worden vooral koetswerken en koetswerkcomponenten geproduceerd, in hoofdzaak voor General Motors.

## Trivia
- Veel taxibedrijven in de VS en Canada gebruiken de naam Checker Cabs, hoewel er geen verband is met de voormalige autobouwer.
- Midden jaren 70 reden er zo'n 5000 Checker taxi's rond in de stad New York. In 1999 verdween de laatste.